# Apocheiridium pallidum
Apocheiridium pallidum är en spindeldjursart som beskrevs av Volker Mahnert 1982. Apocheiridium pallidum ingår i släktet Apocheiridium och familjen dvärgklokrypare. Inga underarter finns listade i Catalogue of Life.